# Percebeiro

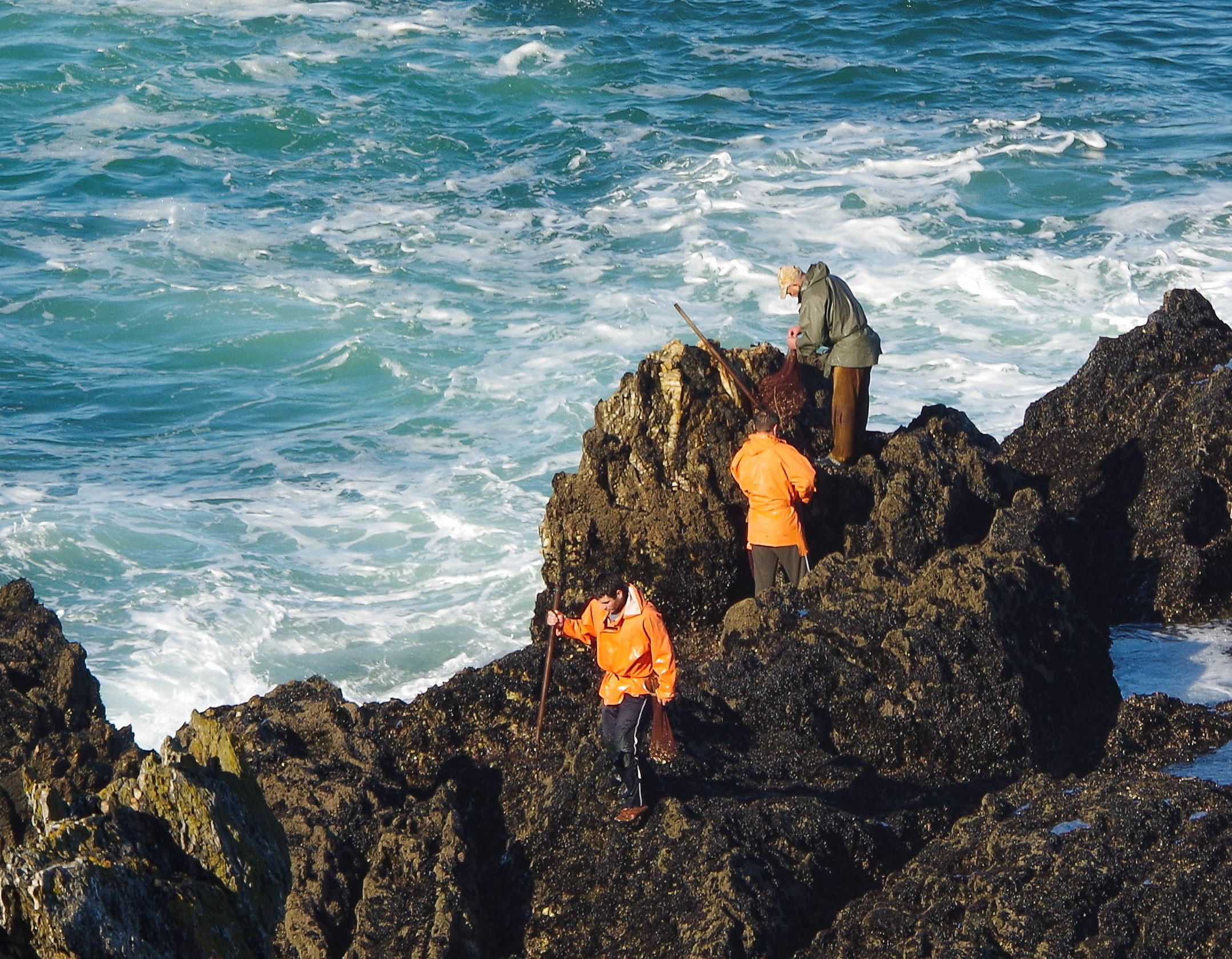
Percebeiros en Donón (Pontevedra)

Un percebeiro es una persona que se dedica al marisqueo de percebes en las costas de Asturias y Galicia, en España.
El oficio de percebeiro está catalogado como una profesión de riesgo porque deben extraer el producto entre las rocas donde se adhiere en condiciones muy adversas. Es un trabajo estacional, ya que el consumo de percebes en España se incrementa durante las Navidades, por lo que la temporada de recogida suele iniciarse en octubre, y finaliza en abril.
Para la labor de marisqueo, que suele durar unas cuatro horas diarias, se utiliza un traje de neopreno.